# Réville
Réville é uma comuna francesa na região administrativa da Normandia, no departamento Mancha. Estende-se por uma área de 10,57 km². Em 2010 a comuna tinha 1 041 habitantes (densidade: 98,5 hab./km²).